# Léon Zitrone
Léon Zitrone (25. listopadu 1914 – 25. listopadu 1995) byl francouzský novinář a televizní moderátor ruského původu. Měl přezdívku „Big Léon“.
Na obrazovkách působil v letech 1961-1981 (nejprve na TF1, poté Antenne 2) a stal se francouzskou televizní legendou. Byl jedním z autorů televizní soutěže Intervilles, šestkrát komentoval Tour de France, osmkrát Olympijské hry, a šestnáctkrát ve Francii velmi prestižní a sledovanou vojenskou přehlídku 14. července. Proslavil se také jako moderátor soutěže Eurovize (dnes Eurovision Song Contest) v roce 1978 (s Denisem Fabrem). Ve Francii je považován za symbol kultivovaného hlasového projevu, který souvisel i s tím, že jako dítě ruských emigrantů si vypěstoval velmi korektní a literární francouzštinu, jež měla pro rodilé Francouze zvláštní kouzlo. Objevil se v celé řadě francouzských filmů, v nichž většinou ztvárnil sám sebe.
V anketě Největší Francouz z roku 2005 obsadil 59. místo.

## Filmografie
- 1959: Rue des Prairies
- 1961: Cocagne
- 1961: Vingt mille lieues sur la terre
- 1961: Le puits aux trois vérités
- 1961: Le Président
- 1962: Portrait
- 1962: Le Gentleman d'Epsom
- 1963: Le coup de bambou
- 1967: Vivre pour vivre
- 1968: Le Pacha
- 1969: Les Gros Malins
- 1972: Les intrus
- 1974: Mariage
- 1975: Bons baisers de Hong Kong
- 1977: Drôles de zèbres
- 1978: Et vive la liberté
- 1980: Le coup du parapluie
- 1980: La Boum
- 1982: Deux heures moins le quart avant Jesus-Christ
- 1984: American Dreamer
- 1985: Le Mariage du siècle